# Analea Keohokālole

Analea Keohokālole (o. 1816., Kailua, Havaji - 6. travnja 1869., Honolulu, Oahu) bila je havajska plemkinja, pripadnica Kuće Kalākaue.

## Biografija
Analea je rođena oko 1816. godine na otoku Hawaiʻi (Veliki otok). 
Njezin je otac bio poglavica Aikanaka, a majka plemkinja Kamaeokalani. Bila je unuka Kepookalanija i Keohohiwe te nećakinja Kamanawe II., koji je ubio svoju ženu.
Udala se za guvernera Kuakinija, ali nisu imali djece.
1833. udala se za svoga bratića, Caesara Kaluaikua Kapaʻakeu, koji je bio plemić nižeg ranga. Njihov je brak, zbog incesta, smatran svetim.
Imali su djecu:
- Moses (Mojsije)
- James Kaliokalani
- Kalākaua - kralj Havaja
- Liliuokalani - zadnji vladar Havaja
- Anna Kaʻiulani
- Kaʻiminaʻauao
- Likelike
- Leleiohoku II.
- Kinini

Bila je članica Kuće plemića. Umrla je u Honoluluu na otoku Oahuu, 6. travnja 1869. godine te je pokopana u kraljevskom mauzoleju.
Analea je bila baka princeze Kaʻiulani.
Jedna je cesta nazvana po njoj.